# Латану

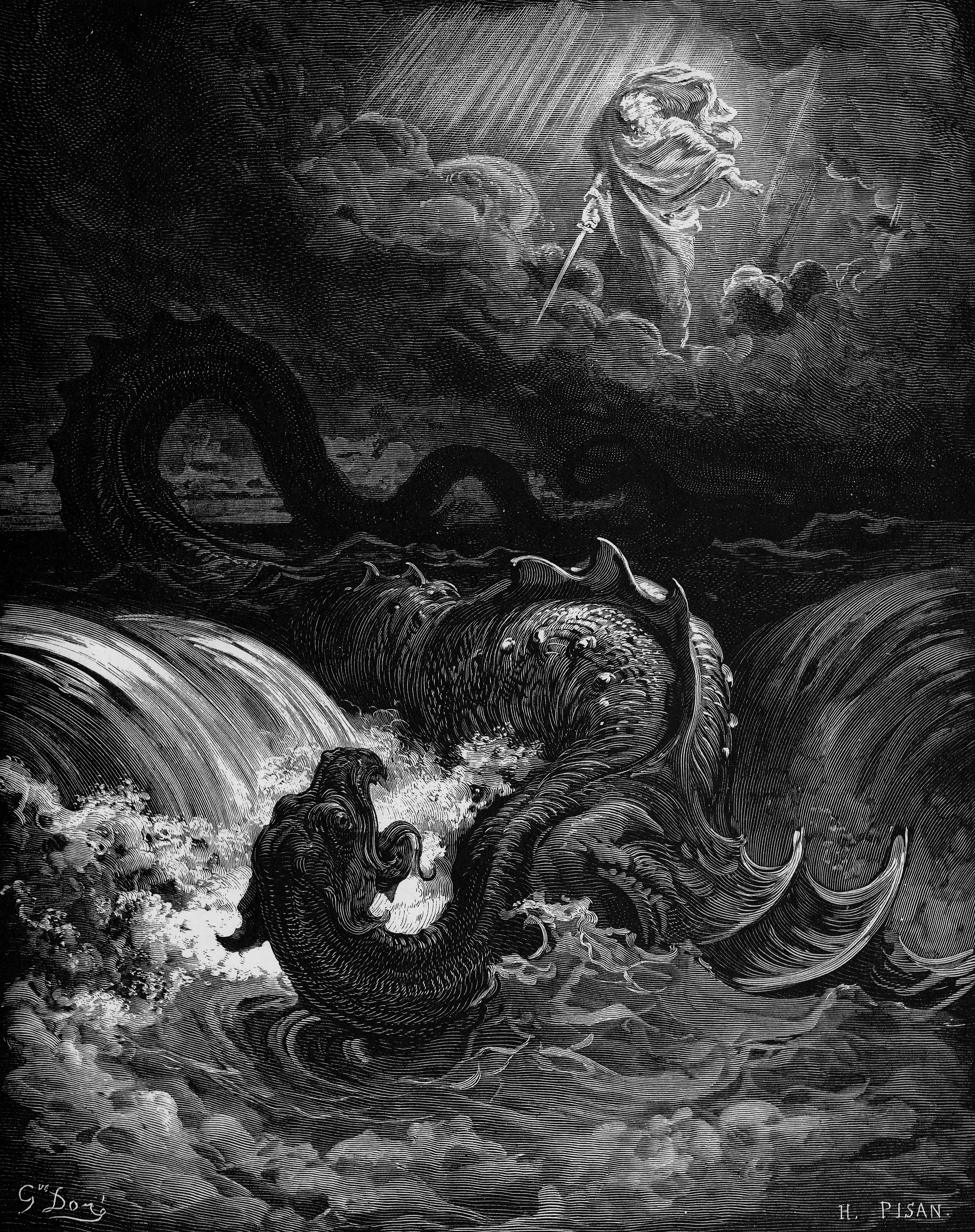
Истребление Лефиафана. Доре, Гюстав (1865)

Латану (в других транскрипциях Лотан, Литан, Литану; угарит.. 𐎍𐎚𐎐, — «свернутый спиралью») — семиглавое морское чудовище в виде змея, спутник бога моря Яма, вместе с последним поверженное Баалом. Отождествляется с библейским Левиафаном, является его прообразом, иногда представляется как крокодил.
Прилагательное «Латану» используется в угаритской литературе как имя собственное. Так же это существо имеет различные эпитеты — «бегущий змей», «властитель с семью головами», и, возможно, из-за того, что текст табличек содержит лакуны, «извивающийся змей». Образ Литану, по-видимому, был предвосхищен более ранним змеем Темтумом, чья смерть от рук Хадада изображена на сирийских печатях XVIII—XVI веков до нашей эры. Недошедший миф о битве Ваала со Латану, косвенно упоминается в поэме о борьбе Ваала с Мотом, где бог смерти упоминает поражение Ваала его копьём во время борьбы со змеем. Следы этого мифа могут содержатся в плохо сохранившихся угаритских табличках, где говорится о том, как боги вытащили Ваала из змеиной норы. Самым ранним свидетельством об этом мифе является цилиндрическая печать из Месопотамии III тысячелетия до н. э., на которой изображен герой, побеждающий семиглавое чудовище.
В арамейских надписях на магических чашах, датируемых около 500 г. н. э., содержатся магические формулы для изгнания злых духов из жилищ, которые упоминают о победе Бога над Левиафаном.
Считается, что река Литани в Ливане названа в честь Лотана, и является его персонификацией.